# Howard (Dél-Dakota)
Howard település az Amerikai Egyesült Államok Dél-Dakota államában, Miner megyében, melynek megyeszékhelye is. Lakosainak száma 848 fő (2020. április 1.).

## Története
A várost 1881-ben alapították, röviddel azután, hogy a Dél-Minnesotai Vasutat idáig meghosszabbították. A várost Howard Farmerről nevezték el. 1883-ban, amikor Miner és Sanborn megyéket megszervezték, a várost Miner megye székhelyévé választották.

## Népesség
A település népességének változása:

| 2010 | 858 |
| 2020 | 848 |